# トヨタ・1G-GE
トヨタ・1G-GEとは、トヨタ自動車のガソリンエンジンである。

## 1G-GEU型エンジン
1982年にトヨタ自動車が発表した直列6気筒DOHC24バルブエンジンである。
そもそも1G系エンジンは1980年のクレスタに搭載された1G-EUがルーツである。
それまでの直列6気筒エンジンのM型エンジンのデビューから長い年月が経過し、その間に
排ガス規制をクリアするための停滞期から脱し、ゼロから理想的な6気筒エンジンを
開発したものであった。
1G-GEUはそのハイパフォーマンス版としてマークII/チェイサー/クレスタのような高級セダン/ハードトップ、セリカXXやソアラといったスペシャルティモデルにも搭載されていた。
1G-GEUは当時としては最新鋭の技術が投入され、一気筒あたり4バルブのDOHCを採用し、
軽量でハイレスポンスなエンジンとなっている。
特に低速のレスポンスやトルクを犠牲にさせないために可変吸気機構（T-VIS）やインジェクターの配置を最適化した新しい燃料噴射方式を採用している。

このあと、バリエーション化が図られ、ツインターボを搭載した1G-GTE、スーパーチャージャーを採用した1G-GZEが追加された。また、1G-GEUも80年代中ごろに改良と同時に1G-GEと名称が変更されて生産が続けられたが、
時を同じくして1G-EUの後継機である1G-FEがハイメカツインカムを採用してDOHC24バルブを得るに至ると、
そのポジションが次第に曖昧になり始め、
90年代に入ると直6のハイパフォーマンス版というポジションはJZ型エンジンに譲る形で生産を終了した。